# Бергк, Теодор
Вильгельм Теодор фон Бергк (нем. Wilhelm Theodor von Bergk; 12 мая 1812, Лейпциг — 20 июля 1881, Рагац, Швейцария) — немецкий филолог-классик, особую известность получил как издатель древнегреческой лирики.
После обучения в Лейпцигском университете с 1835 года лектор латыни в школе-интернате в Галле. С 1842 года профессор классической литературы в Марбурге. В 1847 году был избран в депутаты ландтага (от университета). В 1852 году переехал во Фрейбург, а в 1857 году вернулся в Галле. С 1868 года в отставке по состоянию здоровья, жил в Бонне.
Умер на курорте Рагац в Швейцарии, где находился на лечении.
В 1843 году вышло первое издание его собрания текстов древнегреческой лирики «Греческие лирические поэты» (лат. Poetae lyrici Graeci; Lipsiae: B. G. Teubner, 1843), за ним последовали переиздания 1853, 1866—1867 и 1878—1882 гг. Как отмечается, Бергк впервые собрал в одном издании мелические фрагменты, рассеянные в виде цитат по самым разнообразным текстам различных эпох, ибо сборников мелики, в отличие от сборников эпиграмм, ни античность, ни византийская эпоха нам не оставили; составленный им сборник ныне считается классическим.
Как пишет Сергей Завьялов, этим изданием Теодор Бергк совершил «переворот в классической филологии по отношению к лирике».